# 鶴ヶ島市立鶴ヶ島中学校
鶴ヶ島市立鶴ヶ島中学校（つるがしましりつ つるがしまちゅうがっこう）は、埼玉県鶴ヶ島市脚折にある公立中学校。
1947年4月1日開校。市内で最も古い中学校であり、市内の全ての中学校がこの学校の学区分離で設置されたものである。愛称は「鶴中」。全校生徒は400名（2007年6月1日現在）。鶴ヶ島市立鶴ヶ島第一小学校と鶴ヶ島市立長久保小学校の児童のほとんどがこの中学校に入学する。生徒が減少していることを理由に2027年3月31日に西中学校と統廃合し新たな名称で鶴ヶ島中学校敷地でスタートする予定となっている。

## 沿革
- 1947年（昭和22年）4月 - 埼玉県入間郡鶴ヶ島村に鶴ヶ島村立鶴ヶ島中学校として開校
- 1951年(昭和26年)9月 - 新校舎落成
- 1955年(昭和30年)8月 - 特別教室増築落成
- 1956年(昭和31年)3月 - 校旗制定
- 1962年(昭和37年)
  - 5月 - 普通教室増築落成
  - 9月 - 特別教室増築落成
- 1966年(昭和41年)4月 - 町制施行により鶴ヶ島町立鶴ヶ島中学校となる
- 1968年(昭和43年)1月 - 給食室落成
- 1971年(昭和46年)
  - 2月 - 体育館落成
  - 7月 - プール完工
  - 11月 - グラウンドコート拡張整備及び部室完工
- 1977年(昭和52年)3月 - 防音校舎第一期工事完了
- 1979年(昭和54年)4月1日 - 鶴ヶ島町立藤中学校（現・鶴ヶ島市立藤中学校）開校により学区分離
- 1985年(昭和60年)4月1日 - 鶴ヶ島町立西中学校（現・鶴ヶ島市立西中学校）開校により学区分離、現在の学区となる。
- 1990年(平成 2年)10月 - グラウンド、テニスコート改装工事完了
- 1991年(平成03年)9月 - 市制施行により鶴ヶ島市立鶴ヶ島中学校となる
- 1992年(平成04年)3月 - 部室落成
- 2000年(平成12年)1月 - コンピューター42台導入
- 2006年(平成18年) - 2学期制導入

## 校歌
- 作詞: 野村俊夫
- 作曲: 古関裕而

## 部活動

### 運動部
- 野球部
- サッカー部
- バスケットボール部（男・女）
- 卓球部
- 剣道部
- ソフトテニス部（男・女）
- バレーボール部（女子のみ）
- 陸上部

### 文化部
- 美術部
- 吹奏楽部

### 廃部
- 柔道部
- 男子バレーボール部
- ソフトボール部
- 家庭部
- 音楽部
- 科学部
- 水泳部
- アニメ研究部
- 漫画部
- コンピューター部

## 生徒会
生徒会長をトップとして構成されている。

### 総務

#### 役職
- 会長　（一名。生徒会員による公選）
- 副会長　（男女一名。生徒会員による公選）
- 会計　（男女各一名。生徒会員による公選）
- 書記　（男女各一名。生徒会員による公選）

### 議決機関
- 生徒総会（全会員で構成）
- 代議員会（総会に次ぐ議決機関。前期は選挙管理委員会を兼ねる）

### 専門委員会
- 代議委員会
- 給食委員会
- 広報委員会
- 生活委員会
- せいび委員会
- 体育委員会
- 図書委員会
- 奉仕委員会
- 保健委員会

### 学年生徒会
- 1学年生徒会(学級委員会)
- 2学年生徒会(学級委員会)
- 3学年生徒会(学級委員会)

## 学校教育目標
- こころを磨く
- 本気で学ぶ
- 心身を鍛える

目指す学校目標
感動と笑顔があふれる鶴ヶ島中学校！

## 著名な卒業生
- 藤縄善朗（元鶴ヶ島市長）
- 長谷川アーリアジャスール（サッカー選手、湘南ベルマーレ所属）
- 河合竜二（サッカー選手、コンサドーレ札幌所属）